# 24. rujna
24. rujna (24. 9.) 267. je dan godine po gregorijanskom kalendaru (268. u prijestupnoj godini).
Do kraja godine ima još 98 dana.

## Događaji
- 1868. – Hrvatski sabor u kojem su većinu imali mađaroni prihvatio Hrvatsko-ugarsku nagodbu.
- 1971. – Britanska je vlada protjerala 90 sovjetskih diplomata zbog navodne špijunaže. Moskva je zauzvrat 8. listopada uskratila dozvole za boravak sedamnaestorici britanskih diplomata.

- 1973. – Unatoč prosvjedima Portugalske Republike, Gvineja Bisau je proglasila državnu neovisnost koju je kasnije priznala većina država članica UN.

- 1978. – Švicarci su izglasali osnivanje kantona Jura francuskoga govornog područja koji se odvojio od kantona Bern. To je u Švicarskoj bila prva teritorijalna promjena od 1848. godine.

| - 1583. – Albrecht von Wallenstein, vojskovođa katoličke lige u tridesetogodišnjem ratu († 1634.) - 1882. – Franjo Fancev, hrvatski književnik i povjesničar († 1943.) - 1887. – Mihovil Pavlek-Miškina, hrvatski književnik († 1942.) - 1891. – Mihaela Šarič – slovenska kazališna glumica († 1977.) - 1896. – F. Scott Fitzgerald, američki književnik († 1940.) - 1898. – Howard Walter Florey, australski liječnik, nobelovac († 1968.) - 1902. – Ruhollah Mussawi Hendi Homeini, iranski političar i vjerski vođa (ajatolah) († 1989.) - 1938. – Marin Hraste, hrvatski znanstvenik, sveučilišni profesor i akademik († 2023.) - 1972. – William Klinger, hrvatski povjesničar i publicist († 2015.) | - 366. – Liberije, papa - 1054. – Hermann od Reichenaua, njemački redovnik i učenjak (* 1013.) - 1862. – Anton Martin Slomšek, slovenski biskup, blaženik (* 1800.) - 1904. – Niels Ryberg Finsen, danski znanstvenik (* 1860.) - 1923. – Ivo Ćipiko, hrvatski književnik (* 1867.) - 1943. – Rafael Kalinić, hrvatski katolički svećenik, franjevac, mučenik (* 1910.) - 1991. – Theodor Seuss Geisel, američki pisac i crtač stripa (* 1904.) - 2002. – Ivica Sudnik, hrvatski kulturni i sportski radnik te publicist. (* 1910.) - 2008. – Vice Vukov, hrvatski estradni umjetnik, publicist i političar. (* 1936.) |

## Blagdani i spomendani
- Gospa od Otkupljenja